# Maladera nomurai
Maladera nomurai är en skalbaggsart som beskrevs av Hirasawa 1991. Maladera nomurai ingår i släktet Maladera och familjen Melolonthidae. Inga underarter finns listade i Catalogue of Life.